# 福埃西站
福埃西站是法国的一个铁路车站，位于法国谢尔省福埃西市镇范围内。

## 位置
福埃西站位于福埃西的市镇中心偏东南，省道D30线铁路平交道口的东南侧。车站大致呈东南-西北走向，开口朝东北。

## 车站概况
福埃西站是一个无人看守的乘降所。站内没有人工售票服务，只有一个自动售票机，可出售当日有效的TER列车车票，且只能使用银行卡交付。使用现金的乘客需上车后主动购买车票。
福埃西站也没有地下通道或天桥，乘客需通过车站西侧的铁路平交道口横穿铁路正线前往上行方向的站台，因此该站存在一定的安全隐患。

## 站台设置
| 东北↑ |      |               | 主站房 |
|       | 侧式 |               |        |
|       |      | 布尔日方向→   |        |
|       |      | ←维耶尔宗方向 |        |
|       | 侧式 |               |        |
| 西南↓ |      |               |        |

## 停靠线路
以下列车线路在福埃西站停靠：
| 福埃西站列车线路表 |                         |              |                |                 |
| 线路               | 车种                    | 上一站       | 下一站         | 大致运行频率    |
| 维耶尔宗—布尔日    | TER Centre-Val-de-Loire | 维耶尔宗铁铺 | 耶夫尔河畔默安 | 每天6趟左右     |
| 奥尔良→讷韦尔      | TER Centre-Val-de-Loire | 维耶尔宗铁铺 | 耶夫尔河畔默安 | 每天1趟（单向） |
| 1.                 |                         |              |                |                 |

## 配套交通

### 长途汽车
福埃西站对应的大巴车上下车地点位于车站前的空地上。当某条铁路线施工或罢工时，SNCF可能会提供途径该线路沿途站点的大巴车。

### 城市公共交通
福埃西站附近暂无配套的城市公共交通线路。

### 社会车辆
福埃西站附近可停靠社会车辆。

## 临近车站
| 福埃西站（Gare de Foëcy） |                      |                          |
| 上行车站                  | 线路                 | 下行车站                 |
| 维耶尔宗铁铺站 6.1km ←    | 维耶尔宗－讷韦尔铁路 | 耶夫尔河畔默安站 → 5.3km |